# Staatliches Qastejew-Museum der Künste

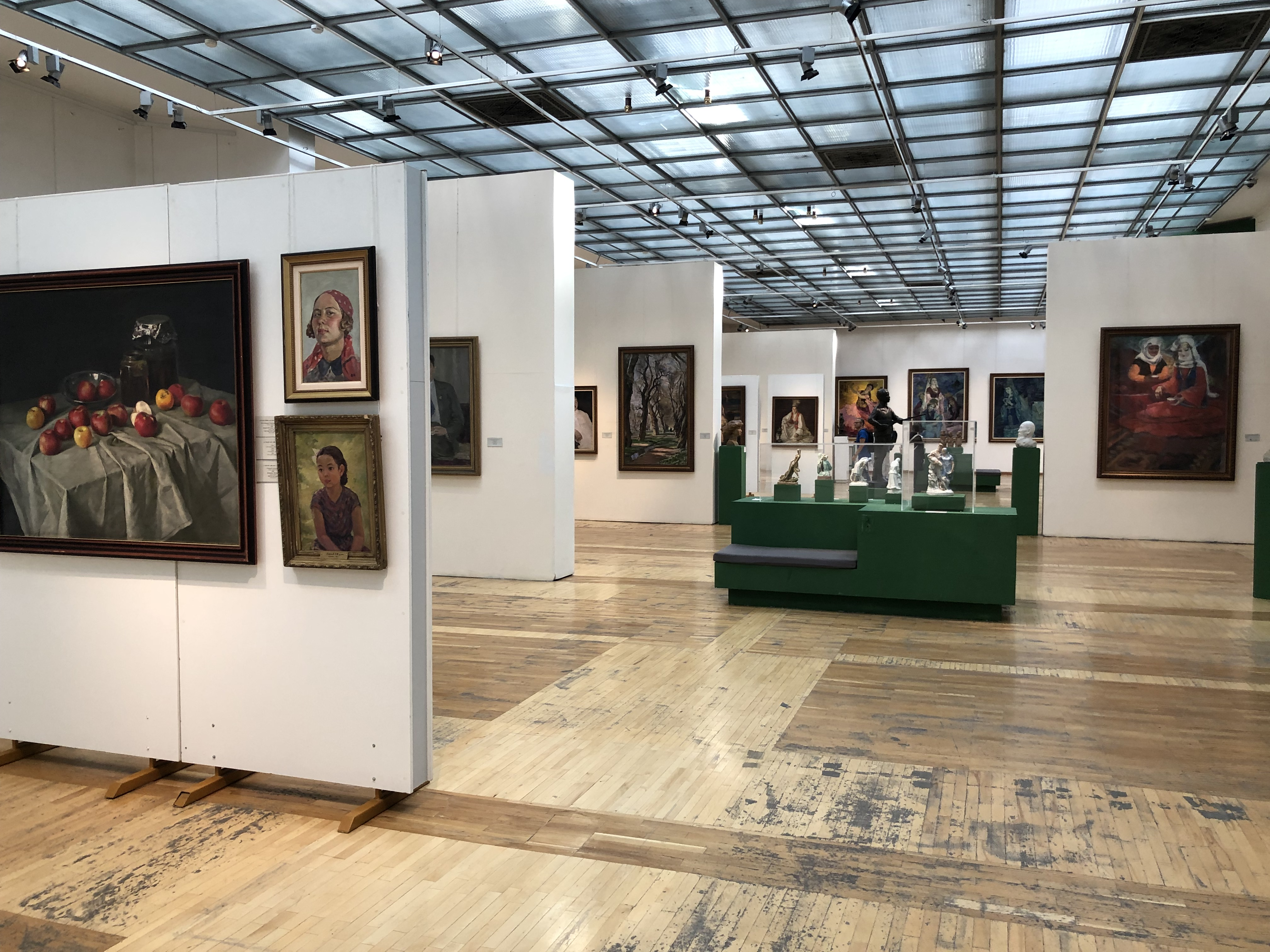
Staatliches Qastejew-Museum der Künste (2019)

Das Staatliche Qastejew-Museum der Künste (kasachisch Мемлекеттік Ә. Қастеев атындағы өнер мұражайы; russisch Государственного музея искусств им. А. Кастеева) ist ein Kunstmuseum in der kasachischen Stadt Almaty. Das 1979 gegründete Museum ist nach dem kasachischen Maler Äbilchan Qastejew benannt. Mit rund 22.000 Kunstgegenständen ist es eines der größten Kunstmuseen in Zentralasien.

## Beschreibung
Das Museum befindet sich im Südwesten des Stadtzentrums von Almaty. Auf drei Stockwerken verteilt werden rund 22.000 verschiedene Kunstgegenstände ausgestellt. Die Sammlung umfasst Exponate aus Kasachstan, Russland sowie Europa und Asien. Die Sammlung russischer Kunst des 17. bis 20. Jahrhunderts umfasst 1.200 Gemälde, Skulpturen und andere Gegenstände.
Unter den Kunstgegenständen befinden sich Werke bekannter Künstler wie etwa Kusma Sergejewitsch Petrow-Wodkin, Pawel Nikolajewitsch Filonow, Aristarch Wassiljewitsch Lentulow oder Pawel Dmitrijewitsch Korin.

## Geschichte
Das heutige staatliche Kastejew-Museum der Künste wurde am 16. September 1976 basierend auf der Sammlung der Kasachischen Kunstgalerie, die nach Taras Schewtschenko benannt war, und dem Republikanischen Museum für angewandte Kunst eröffnet. In den 1930er Jahren wurden einige Gemälde aus der Tretjakow-Galerie, dem Puschkin-Museum und der Eremitage von Sankt Petersburg in die Sammlung des Museums übertragen. So bekam das Museum 1936 unter anderem ein Gemälde der russischen Malerin Olga Wladimirowna Rosanowa.
1982 wurde das Museumsgebäude in die Liste der historischen und kulturellen Denkmäler von nationaler Bedeutung in Kasachstan aufgenommen. Im Januar 1984 erfolgte die Umbenennung des Museums zu Ehren des kasachischen Malers Abilchan Kastejew.